# Андреас Сепи
Андреас Сепи (на италиански: Andreas Seppi) е италиански тенисист.

## Биография
Андреас Сепи е роден на 21 февруари 1984 г. в Болцано, Италия. Сепи е родом от северната италианска провинция Южен Тирол в семейството на Уго, шофьор на камион, и Мария-Луиза, която работи в спортен магазин. Той израства със сестра си Мария в село близо до Болцано, Калтерн ан дер Вайнщрасе. Освен тениса, Андреас обича да кара ски и е фен на Милан, немския му е роден език, говори свободно италиански и английски. За него тревата и твърдите кортове на закрито за любимите си повърхности и е трениран от Масимо Сартори.

## Кариера
Андреас Сепи достига най-високото си класиране на сингъл в света номер 18, на 28 януари 2013 г. Той става първият италианец, спечелил титла и на трите настилки. Достига до десет финала от АТР Тура, като печели три титли. Достига най-високото си класиране на двийки в света номер 50, на 14 април 2014 г. На двийки достига до седем финала от АТР Тура, като печели една титла през 2016 на Дубай Тенис Чемпиъншипс с партньор Симоне Болели.

## Кариерна статистика

### ATP финали (3 титли; 10 финала)
|        | П–З | Година | Турнир               | Клас         | Настилка   | Опонент              | Резултат                      |
| ------ | --- | ------ | -------------------- | ------------ | ---------- | -------------------- | ----------------------------- |
| Загуба | 0–1 | 2007   | Суис Оупън           | Международни | Клей       | Пол-Анри Матийо      | 7–6(7–1), 4–6, 5–7            |
| Победа | 1–1 | 2011   | Истборн Интернешънъл | 250 серии    | Трева      | Янко Типсаревич      | 7–6(7–5), 3–6, 5–3 отказва се |
| Победа | 2–1 | 2012   | Сърбия Оупън         | 250 серии    | Клей       | Беноа Пер            | 6–3, 6–2                      |
| Загуба | 2–2 | 2012   | Истборн Интернешънъл | 250 серии    | Трева      | Анди Родик           | 3–6, 2–6                      |
| Загуба | 2–3 | 2012   | Мозел Оупън          | 250 серии    | Твърда (з) | Жо-Вилфрид Цонга     | 1–6, 2–6                      |
| Победа | 3–3 | 2012   | Купа на Кремъл       | 250 серии    | Твърда (з) | Томас Белучи         | 3–6, 7–6(7–3), 6–3            |
| Загуба | 3–4 | 2015   | Загреб Индорс        | 250 серии    | Твърда (з) | Гилермо Гарсия Лопес | 6–7(5–7), 3–6                 |
| Загуба | 3–5 | 2015   | Хале Оупън           | 500 серии    | Трева      | Роджър Федерер       | 6–7(1–7), 4–6                 |
| Загуба | 3–6 | 2019   | Сидни Интернешънъл   | 250 серии    | Твърда     | Алекс де Минор       | 5–7, 6–7(5–7)                 |
| Загуба | 3–7 | 2020   | Ню Йорк Оупън        | 250 серии    | Твърда (з) | Кайл Едмънд          | 5–7, 1–6                      |